# Jason Behr
Jason Nathaniel Behr född 30 december 1973 i Minneapolis i Minnesota, är en amerikansk skådespelare. Behr har bland annat spelat Tripp i tv-serien Roswell. Han har även medverkat i The Grudge, Dawsons Creek och Buffy The Vampire Slayer.
Sedan 2006 är han gift med skådespelaren KaDee Strickland. Tillsammans har de en son född 2013.

## Filmografi (i urval)

### Filmer
- 1998 – Välkommen till Pleasantville
- 2001 – Sjöfartsnytt
- 2004 – The Grudge
- 2007 – Skinwalkers
- 2007 – D-War
- 2007 – The Tattooist

### TV-serier
- 1994 – Lugn i stormen (TV-serie)
- 1996 – Pacific Blue (TV-serie)
- 1997 – På heder och samvete (TV-serie)
- 1997 – Profiler (TV-serie)
- 1997 – Buffy och vampyrerna (TV-serie)
- 1997 – Sjunde himlen (TV-serie)
- 1998–1999 – Dawsons Creek (TV-serie)
- 1999–2002 – Roswell (TV-serie)
- 2012 – Breakout Kings (TV-serie)
- 2020 – Roswell, New Mexico (TV-serie)
- 2021 – Supergirl (TV-serie)